# 新北市板橋區文聖國民小學
新北市板橋區文聖國民小學（英語：New Taipei City Banqiao District Wensheng Elementary School，縮寫：WSES），簡稱文聖國小，位於新北市板橋區文聖街86號，是板橋區的國民小學。該校聞名於推崇儒家文化、承襲至聖先師孔子因材施教及有教無類的理念，並以紀念孔子、復聖顏回與述聖孔伋之目的為校舍命名。該校另設有附設幼兒園，現共設有8個班，分別為3歲以上6班及2歲專班2班。

## 沿革
- 民國73年1月，臺北縣政府成立板橋市第11所國民小學。3月，由時任江翠國小校長林炳炘先生籌備建設。由於新校臨文聖街，遂定名為『文聖國民小學』。
- 民國75年8月，第一、二期教學大樓共三十間教室竣工。9月1日，第一屆學生遷入上課。
- 民國78年6月，校內孔子銅像及春風化雨亭由板橋市公所補助完工。
- 民國79年6月15日，校門側翼圍牆之孔子行教圖浮雕由家長會捐製完成。
- 民國82年8月，成立附設幼稚園。
- 民國83年6月，成立附設補習學校。9月，成立資源班。
- 民國86年6月，成立學校家長會辦公室。同月4日成立教師會。
- 民國89年7月19日，徵用第三期校園預定用地。
- 民國90年12月22日，校地新建運動場竣工，隔日啟用。
- 民國91年12月13日，校園教材栽植園區整建落成。
- 民國95年5月，市公所補助校園大門圍牆及人行道整建工程竣工。8月，第一期述聖樓屋頂防水隔熱文化瓦工程竣工。10月成立桌球校隊。
- 民國96年5月29日，述聖樓屋頂防水、防熱工程完工。10月，生態教材園竣工。
- 民國97年10月，校園更換飲水機工程竣工。11月，配合校慶25週年徵選新校徽。12月，榮獲教育部「走路上學」全國示範學校。同月，全校教室節能T5燈具更換工程竣工。
- 民國98年3月，成立閩南語詩歌朗誦隊、金龍隊。7月，第二期復聖樓屋頂防水隔熱工程竣工。8月，全校排水溝整修工程竣工。11月，校園推動全校每班有電腦及單槍之校務工程竣工。同月，整修孔子銅像、春風化雨亭之工程竣工。12月，運動場PU跑道整修工程竣工。
- 民國99年3月，正門廣場地坪整修工程竣工。民國99年4月，自行車教學車道總長400公尺工程竣工。同月，新建升旗台竣工。6月，鍾經楓老師榮獲台北縣第99年度特殊優良教師「師鐸獎」。9月，校園蓄水池整建與廁所化糞池整修美化與綠化工程竣工。同月，復聖樓廁所整修及全校走廊油漆工程竣工。10月，台北縣第99學年度高中以下學校推動台灣母語日榮獲績效優良學校。12月，語文故事屋增置工程竣工。同月，臺北縣改制升格為直轄市新北市，校名遂更改為「新北市板橋區文聖國民小學」。同月，校園電話系統更新並增置班班有電話之校務工程竣工。
- 民國100年4月，運動場內之操場壓克力漆鋪面整修工程竣工。5月，成立文聖國小退休離職教職員工聯誼會。11月，新北市新住民多元文化數位教案「當台灣媳婦真好」，本校榮獲特優。
- 民國101年2月，校園無障礙升降電梯設備工程竣工。5月，施裕明主任榮獲新北市第100學年度特殊優良教師「師鐸獎」。同月，校內新建置之「皮影戲社團」專科教室工程竣工。6月，施裕明主任成為創校28年以來首位金榜題名為候用校長者。同月，述聖樓廁所整修工程動工。同月，為營造綠化與美化校園暨推廣十年樹木百年樹人之理念，環校廣植50餘樹種之工程竣工。
- 民國101年8月，學校附設幼稚園更銜為附設幼兒園，增班3班，共計4班。12月，成立鍵盤教室。
- 民國102年4月，新北市政府教育局核定於本校成立「假日藝術學校-戲劇分校」。5月，新北市政府教育局核定於本校成立「新北市少年合唱團」。6月，劉瑞珍老師榮獲新北市第102年度特殊優良教師「師鐸獎」。8月，至聖樓地下室演藝廳竣工落成。同月，低年級普通教室改善工程竣工。12月，六藝圖書館竣工落成。
- 民國103年2月，天下雜誌教育基金會與《親子天下》推動『Reading for Pleasure樂讀‧悅讀』系列活動評選本校為百大樂讀學校[3]。3月，榮獲新北市政府教育局「閱讀磐石獎」。5月，創校30週年校慶。7月，校務評鑑榮獲行政管理、教學與評量二項金質獎。同月，「新北市少年合唱團」參加於拉脫維亞里加市舉辦的「第八屆世界合唱比賽」榮獲金牌獎。8月，學校附設幼兒園增班2班，共計有6班。
- 民國104年8月，學校附設幼兒園新增設2歲專班1班，共計有7班。9月，教育局核定本校為雙語實驗學校，2位外籍教師加入授課。10月，學校推動生命教育課程，認養校犬吉娃娃「小V」[4]。
- 民國105年3月，校園教材園經全校師生命名為「覓蜜花園」。4月，蒙時任長榮集團總裁張國煒襄助，無條件捐贈駕駛艙模擬器、飛行員暨乘客座椅、機艙側板與餐車等總體價值超過百萬元的飛行機具予學校，使學校之英語情境教室得以建置落成並正式啟用[5]。7月，新北市少年合唱團至俄羅斯索契參加第9屆世界合唱比賽榮獲銀牌獎。8月，幼兒園新增設2歲專班1班，共計有8班。10月31日，吳秀娟與王麗香兩位教師參加第105年度全國中小學教師專業發展評鑑優良教學觀察記錄甄選，榮獲全國特優第一名。11月，校犬小V參加行政院農業委員會第105年度校犬績優校園徵選榮獲甲等。12月9日，新北市少年合唱團參加第105年度新北市城市外交酒會表演。
- 民國106年5月2日，吳秀娟老師獲選新北市第106年度特殊優良教師。6月1日，學校電腦閱讀寫作國際競賽榮獲金牌獎與銅牌獎。
- 民國109年5月，復聖樓4間老舊廁所整修工程竣工。[6]。

## 歷任校長
| 任次 | 姓名       | 任職日期  | 離職日期  | 備註                     |
| ---- | ---------- | --------- | --------- | ------------------------ |
| 1    | 高振奎先生 | 1984年8月 | 1988年8月 | 原萬里鄉萬里國民小學校長 |
| 2    | 劉三雄先生 | 1988年8月 | 1992年8月 | 原瑞芳鎮瑞濱國民小學校長 |
| 3    | 許茂火先生 | 1992年8月 | 1998年8月 | 原三芝鄉三芝國民小學校長 |
| 4    | 崔德新先生 | 1998年8月 | 2002年8月 | 原鶯歌鎮鳳鳴國民小學校長 |
| 5    | 蔡秀燕女士 | 2002年8月 | 2008年8月 | 原五股鄉成州國民小學校長 |
| 6    | 李有村先生 | 2008年8月 | 2012年8月 | 原五股鄉更寮國民小學校長 |
| 7    | 廖文志先生 | 2012年8月 | 2020年8月 | 原樹林區樹林國民小學校長 |
| 8    | 沈玉芬女士 | 2020年8月 | 現任      | 原五股區德音國民小學校長 |

## 歷任家長會長[7]
| 任次 | 屆次  | 學年度        | 姓名       | 任職日期   | 離職日期   |
| ---- | ----- | ------------- | ---------- | ---------- | ---------- |
| 1    | 1-2   | 75-76學年度   | 李信南先生 | 1986年10月 | 1988年9月  |
| 2    | 3     | 77學年度      | 邱創德先生 | 1988年10月 | 1989年9月  |
| 3    | 4     | 78學年度      | 吳添淵先生 | 1989年10月 | 1990年9月  |
| 4    | 5     | 79學年度      | 趙捷富先生 | 1990年10月 | 1991年9月  |
| 5    | 6-9   | 80-83學年度   | 楊兩傳先生 | 1991年10月 | 1995年9月  |
| 6    | 10    | 84學年度      | 蔡屘先生   | 1995年10月 | 1996年9月  |
| 7    | 11    | 85學年度      | 曾明松先生 | 1996年10月 | 1997年9月  |
| 8    | 12-13 | 86-87學年度   | 黃玉坪女士 | 1997年10月 | 1999年9月  |
| 9    | 14    | 88學年度      | 黃俊杰先生 | 1999年10月 | 2000年9月  |
| 10   | 15-16 | 89-90學年度   | 汪明賢先生 | 2000年10月 | 2002年9月  |
| 11   | 17-18 | 91-92學年度   | 程省聰先生 | 2002年10月 | 2004年9月  |
| 12   | 19    | 93學年度      | 林崙政先生 | 2004年10月 | 2005年9月  |
| 13   | 20    | 94學年度      | 楊錦堂先生 | 2005年10月 | 2006年9月  |
| 14   | 21    | 95學年度      | 王宏志先生 | 2006年10月 | 2007年9月  |
| 15   | 22-23 | 96-97學年度   | 魯淑芬女士 | 2007年10月 | 2009年9月  |
| 16   | 24    | 98學年度      | 涂心寧女士   | 2009年10月 | 2010年9月  |
| 17   | 25-26 | 99-100學年度  | 蔡依伶女士 | 2010年10月 | 2012年9月  |
| 18   | 27    | 101學年度     | 俞正信先生 | 2012年10月 | 2013年9月  |
| 19   | 28-29 | 102-103學年度 | 張佩玲女士 | 2013年10月 | 2015年9月  |
| 20   | 30    | 104學年度     | 王小萍女士 | 2015年10月 | 2016年9月  |
| 21   | 31-32 | 105-106學年度 | 郭玟君女士 | 2016年10月 | 2018年9月  |
| 22   | 33-34 | 107-108學年度 | 游曉茹女士 | 2018年10月 | 2020年11月 |
| 23   | 35    | 109學年度     | 張宜斌先生 | 2020年11月 | 2021年10月 |
| 24   | 36-37 | 110-111學年度 | 邱承甫先生 | 2021年10月 | 2023年11月 |
| 25   | 38    | 112學年度     | 李啟銘先生 | 2023年11月 | 現任       |

## 外部連結
- 新北市板橋區文聖國民小學 （页面存档备份，存于）